# Coelichneumon abnormis
Coelichneumon abnormis är en stekelart som beskrevs av Heinrich 1966. Coelichneumon abnormis ingår i släktet Coelichneumon och familjen brokparasitsteklar. Inga underarter finns listade i Catalogue of Life.